# Rustam Sjaripov
Rustam Sjaripov (Рустам Халімджанович Шаріпов), född den 2 juni 1971 i Dusjanbe, Tadzjikistan, är en ukrainsk gymnast.
Han tog OS-guld i lagmångkampen i samband med de olympiska gymnastiktävlingarna 1992 i Barcelona.
Han tog även OS-brons i lagmångkampen och OS-guld i barri samband med de olympiska gymnastiktävlingarna 1996 i Atlanta.